# Fatsa
Fatsa est une ville et un district de la province d'Ordu dans la région de la mer Noire en Turquie.

## Géographie
Fatsa compte environ 26 000 habitants. C'est une ville à caractère balnéaire et montagneuse.
Les denrées alimentaires y sont abondantes, le climat subtropical australe participe à la fertilité des terres.

## Histoire
Ancienne ville du royaume du Pont pendant l'antiquité, puis de l'empire romain d'orient, la ville devient turque lors de la conquête de Trèbizonde en 1461.
En 1979 l'équipe municipale nouvellement élue mis en place l’éphémère « République de Fatsa », gérée par des comités populaires jusqu’à leur éradication par la junte militaire née du coup d’État du 12 septembre 1980.